# 2282 Andrés Bello
2282 Andrés Bello este un asteroid din centura principală, descoperit pe 22 martie 1974, de Carlos Torres.